# European Athlete of the Year Trophy
European Athlete of the Year Trophy is de jaarlijkse trofee die wordt toegekend aan de beste Europese atleet en Europese atlete van het jaar. De Europese atletiekfederatie (EAA) gaat elk jaar op zoek naar de beste atleet en atlete van het voorbije jaar. In 2007 werd de European Athletics Rising Star of the Year Award geïntroduceerd, een prijs voor het Europees talent van het jaar.

## Lijst van winnaars
| Jaar | Atlete                         | Nationaliteit       | Atleet                              | Nationaliteit       |
| ---- | ------------------------------ | ------------------- | ----------------------------------- | ------------------- |
| 1993 | Sally Gunnell                  | Verenigd Koninkrijk | Linford Christie                    | Verenigd Koninkrijk |
| 1994 | Irina Privalova                | Rusland             | Colin Jackson                       | Verenigd Koninkrijk |
| 1995 | Sonia O'Sullivan               | Ierland             | Jonathan Edwards                    | Verenigd Koninkrijk |
| 1996 | Svetlana Masterkova            | Rusland             | Jan Zelezny                         | Tsjechië            |
| 1997 | Astrid Kumbernuss              | Duitsland           | Wilson Kipketer                     | Denemarken          |
| 1998 | Christine Arron                | Frankrijk           | Jonathan Edwards                    | Verenigd Koninkrijk |
| 1999 | Gabriela Szabó                 | Roemenië            | Tomáš Dvořák                        | Tsjechië            |
| 2000 | Trine Hattestad                | Noorwegen           | Jan Železný                         | Tsjechië            |
| 2001 | Stephanie Graf                 | Oostenrijk          | André Bucher                        | Zwitserland         |
| 2002 | Süreyya Ayhan                  | Turkije             | Dwain Chambers                      | Verenigd Koninkrijk |
| 2003 | Carolina Klüft                 | Zweden              | Christian Olsson                    | Zweden              |
| 2004 | Kelly Holmes                   | Verenigd Koninkrijk | Christian Olsson                    | Zweden              |
| 2005 | Jelena Isinbajeva              | Rusland             | Virgilijus Alekna                   | Litouwen            |
| 2006 | Carolina Klüft                 | Zweden              | Francis Obikwelu                    | Portugal            |
| 2007 | Blanka Vlašić                  | Kroatië             | Tero Pitkämäki                      | Finland             |
| 2008 | Jelena Isinbajeva              | Rusland             | Andreas Thorkildsen                 | Noorwegen           |
| 2009 | Marta Domínguez                | Spanje              | Phillips Idowu                      | Verenigd Koninkrijk |
| 2010 | Blanka Vlašić                  | Kroatië             | Christophe Lemaitre                 | Frankrijk           |
| 2011 | Maria Savinova                 | Rusland             | Mo Farah                            | Verenigd Koninkrijk |
| 2012 | Jessica Ennis                  | Verenigd Koninkrijk | Mo Farah                            | Verenigd Koninkrijk |
| 2013 | Zuzana Hejnová                 | Tsjechië            | Bohdan Bondarenko                   | Oekraïne            |
| 2014 | Dafne Schippers                | Nederland           | Renaud Lavillenie                   | Frankrijk           |
| 2015 | Dafne Schippers                | Nederland           | Greg Rutherford                     | Verenigd Koninkrijk |
| 2016 | Ruth Beitia                    | Spanje              | Mo Farah                            | Verenigd Koninkrijk |
| 2017 | Ekaterini Stefanidi            | Griekenland         | Johannes Vetter                     | Duitsland           |
| 2018 | Dina Asher-Smith               | Verenigd Koninkrijk | Kévin Mayer                         | Frankrijk           |
| 2019 | Maria Lasitskene               | Rusland             | Karsten Warholm                     | Noorwegen           |
| 2020 | Onderscheiding niet uitgereikt |                     |                                     |                     |
| 2021 | Sifan Hassan                   | Nederland           | Karsten Warholm                     | Noorwegen           |
| 2022 | Femke Bol                      | Nederland           | Armand Duplantis/Jakob Ingebrigtsen | Zweden/ Noorwegen   |
| 2023 | Femke Bol                      | Nederland           | Jakob Ingebrigtsen                  | Noorwegen           |
| 2024 | Jaroslava Mahoetsjich          | Oekraïne            | Armand Duplantis                    | Zweden              |

## Lijst van talenten
| Jaar | Atlete                         | Nationaliteit       | Atleet                              | Nationaliteit       |
| ---- | ------------------------------ | ------------------- | ----------------------------------- | ------------------- |
| 2007 | Jessica Ennis                  | Verenigd Koninkrijk | Andrew Howe                         | Italië              |
| 2008 | Stephanie Twell                | Verenigd Koninkrijk | Raphael Holzdeppe                   | Duitsland           |
| 2009 | Karoline Bjerkeli Grøvdal      | Noorwegen           | Christophe Lemaitre                 | Frankrijk           |
| 2010 | Sandra Perković                | Kroatië             | Teddy Tamgho                        | Frankrijk           |
| 2011 | Jodie Williams                 | Verenigd Koninkrijk | David Storl                         | Duitsland           |
| 2012 | Angelica Bengtsson             | Zweden              | Pavel Maslák                        | Tsjechië            |
| 2013 | Aníta Hinriksdóttir            | IJsland             | Emir Bekrić                         | Servië              |
| 2014 | Maria Koetsjina                | Rusland             | Adam Gemili                         | Verenigd Koninkrijk |
| 2015 | Noemi Zbären                   | Zwitserland         | Konrad Bukowiecki                   | Polen               |
| 2016 | Nafi Thiam                     | België              | Max Hess                            | Duitsland           |
| 2017 | Yulija Levchenko               | Oekraïne            | Karsten Warholm                     | Noorwegen           |
| 2018 | Elvira Herman                  | Wit-Rusland         | Armand Duplantis/Jakob Ingebrigtsen | Zweden/ Noorwegen   |
| 2019 | Jaroslava Mahoetsjich          | Oekraïne            | Niklas Kaul                         | Duitsland           |
| 2020 | Onderscheiding niet uitgereikt |                     |                                     |                     |
| 2021 | Femke Bol                      | Nederland           | Sasha Zhoya                         | Frankrijk           |
| 2022 | Elina Tzengko                  | Griekenland         | Mykolas Alekna                      | Litouwen            |
| 2023 | Angelina Topic                 | Servië              | Mattia Furlani                      | Italië              |
| 2024 | Adriana Vilagoš                | Servië              | Niels Laros                         | Nederland           |